# هاینکل هائی ۲

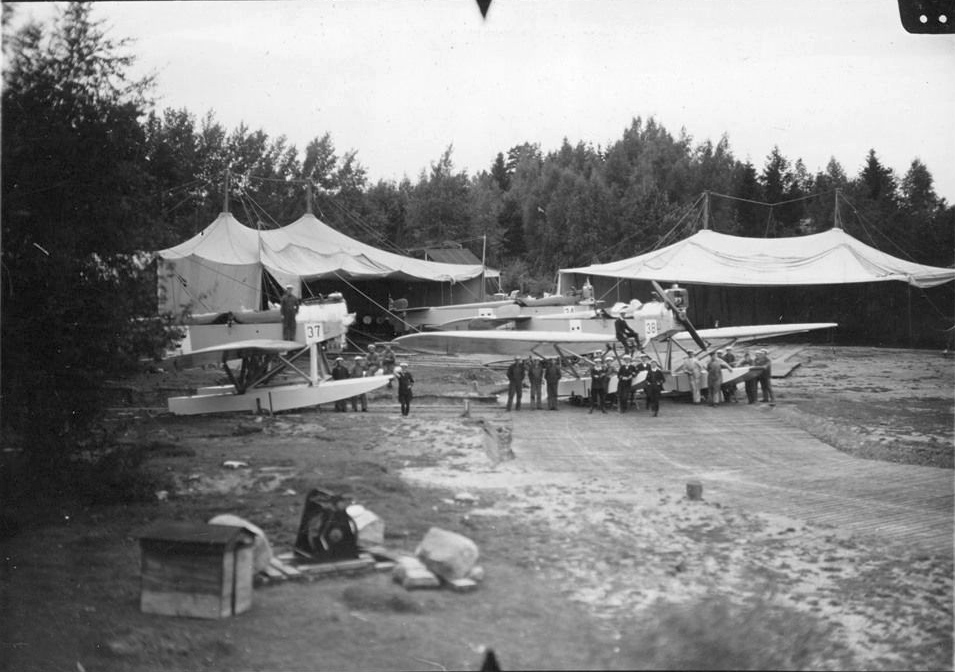
هاینکل اچ‌ایی ۲

هاینکل اچ‌ایی ۲ (به انگلیسی: Heinkel HE 2) یک هواپیمای تک‌باله تک‌موتوره آب‌نشین شناسایی طراحی شده به صورت زیر بال (low wing) در شرکت آلمانی هاینکل بود که مدل ارتقا یافته اچ‌ایی. ۱ به حساب می‌آمد. این هواپیما تحت عنوان هانسا در سوئد جهت استفاده در نیروی دریایی این کشور تولید شد.

## مشخصات فنی

### مشخصات عمومی
- خدمه: ۲ نفر (خلبان و تیربارچی-مشاهده گر)
- طول: ۱۲٫۶۶ متر
- طول بال: ۱۷٫۴۸ متر
- ارتفاع: ۳٫۹ متر
- مساحت بال: ۵۳٫۶ متر مربع
- وزن خالی: ۱۸۶۳ کیلوگرم
- وزن خالص: ۲۴۷۵ کیلوگرم
- نیرومحرکه: یک موتور پیستونی ۱۲ سیلندر رولز-رویس ایگل ۹ خنک شونده با مایعات: ۳۶۰ اسب بخار

### عملکرد
- حداکثر سرعت: ۱۸۳ کیلومتر بر ساعت
- حداکثر ارتفاع: ۴۰۰۰ متر
- سرعت صعود: ۳٫۳ متر بر ثانیه

### تسلیحات
- یک مسلسل متحرک با کالیبر ۷٫۹۲ میلی متر در پشت کابین خلبان برای تیربارچی